# 全国部落調査

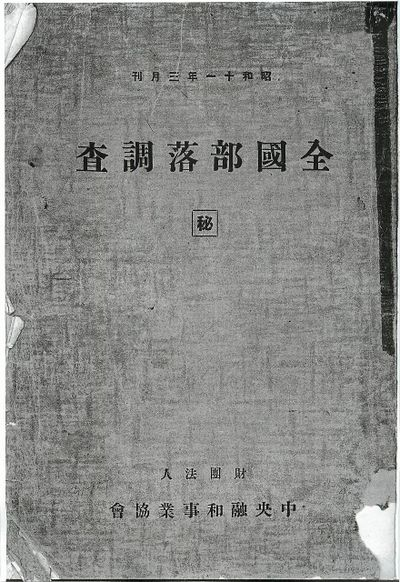
表紙

『全国部落調査』（ぜんこくぶらくちょうさ）は、財団法人中央融和事業協会が1936年3月に刊行した被差別部落（同和地区）の調査報告書である。

## 概要
「部落地名総鑑」の原典の1つとされる。
表紙に「秘」と銘打ってあるものの、1960年代にはよく古書店に出ていたと言われている。既に、この時代には興信所が戦前に作成された被差別部落の資料を複製して身元調査に使用しており、後の「部落地名総鑑」のソースとなったのは、本書のほか、興信所の一つである「朝日通信社」が所持していた『全国特殊部落リスト』や各地方自治体の資料などであったと伝えられる。
村越末男は「部落地名総鑑の事件も、その素材の出所は、政府調査の資料以外に考えることは困難である」とした上で「部落を解放するための全国部落調査の資料が、逆に部落を差別し圧殺する材料として売買されることの意味は、まさに重大」と主張した。
また野口道彦は、地名などに「間違いが多い」と指摘している。
しかし本書は部落問題研究の基礎資料として今日なお学術書や論文に用いられている。
本田豊は「いろいろな文献で、日本には6000部落、300万人の被差別部落（民）数がある、というのは皆さん、基礎知識として知っておられると思います。ですが、6000部落といっても、誰も具体的に確かめた人はいないわけです」、「中央融和事業協会でやった全国部落調査がありまして、この時の部落数が5400地区近くを調べているわけです。この数字が6000部落に非常に近いところから、これまでの調査の中では一番高く評価されています」と述べている。
網羅的に被差別部落の所在地を調査した資料には、本書のほか、内務省社会局による『全国部落所在地調』（1920年調査）や『全国部落所在地名簿』（1921年調査）がある。

## 復刻版
2016年、示現舎合同会社の経営者である宮部龍彦（鳥取ループ）が本書の復刻を予告した。しかし部落解放同盟からの申し立てにより、同年3月28日に横浜地方裁判所は出版禁止とウェブサイト上のデータ削除を命じる仮処分決定を下した。
翌17年6月には東京高等裁判所も保全抗告申し立てを却下する決定を下している。
2021年9月27日、東京地方裁判所に出版・公開の差し止めを命じられた。